# Diodontus insidiosus
Diodontus insidiosus é uma espécie de insetos himenópteros, mais especificamente de vespas pertencente à família Crabronidae.
A autoridade científica da espécie é Spooner, tendo sido descrita no ano de 1938.
Trata-se de uma espécie presente no território português.